# Pauline van den Driessche
Pauline van den Driessche (nacida en 1941) es una matemática aplicada británica-canadiense, quien es profesora emérita en el departamento de matemáticas y estadística en la Universidad de Victoria, en donde también ha trabajado en el departamento de informática. Sus intereses de investigación incluyen la biología matemática, el análisis matricial, y la teoría de estabilidad.

## Educación y carrera
Van den Driessche obtuvo una licenciatura y una maestría en 1961 y 1963, respectivamente, en el Imperial College de Londres. Completó su doctorado en 1964 en el University College de Gales; su tesis fue sobre mecánica de fluidos. Permaneció un año en Gales como assistant lecturer; fue contratada como profesora asistente en la Universidad de Victoria en 1965 y se retiró en 2006.

## Contribuciones
En el área de biología matemática, sus contribuciones incluyen trabajos importantes sobre ecuaciones diferenciales con retardo y bifurcaciones de Hopf, así como los efectos del cambio de tamaño de la población y la inmigración en las epidemias.
También ha hecho investigación más fundamental en álgebra lineal, motivada por las aplicaciones en la biología matemática. Su trabajo en esta área incluye contribuciones pioneras a la teoría matricial combinatoria, en la cual demostró conexiones entre el patrón de signos de una matriz y su estabilidad, así como resultados en descomposición matricial.

## Premios y honores
En 2005, la revista Linear Algebra and its Applications publicó un número especial en su honor. Fue la ganadora en 2007 del Premio Krieger-Nelson de la Sociedad Canadiense de Matemáticas, y en el mismo año se convirtió en la primera Profesora Olga Taussky-Todd, un premio otorgado cada cuatro años en el Congreso Internacional de Matemáticas Industriales y Aplicadas por el Consejo Internacional de Matemáticas Industriales y Aplicadas y la Asociación de Mujeres en Matemáticas. En 2013 se convirtió en fellow de la Sociedad de Matemáticas Aplicadas e Industriales "por sus contribuciones al álgebra lineal y a la biología matemática". En 2019, recibió el Premio de Investigación CAIMS de la Sociedad Canadiense de Matemáticas Aplicadas e Industriales.